# پرورش شکست‌خورده (مجموعه تلویزیونی)
پرورش شکست‌خورده یا پیشرفت متوقف شده (به انگلیسی: Arrested Development) یک سریال طنز موقعیت ساخته شده توسط میچل هرویتز برای شبکه رسانه‌ای فاکس است. داستان سریال روایت‌گر ماجراهای اعضای خانواده بلوث است، خانواده‌ای که قبلاً ثروتمند بوده و هم‌اکنون دارایی‌شان را از دست داده‌است. موقعیت سریال در نیوپورت بیچ، کالیفرنیا است.
این سریال در عین ناباوری در سال اول پخش از ۷ نامزدی در رشته‌های مختلف ۵ امی و ۱ گلدن گلوب برد و در سال دوم ۷امی و در سال آخر نیز موفق به بردن ۴ جایزه دیگر از امی شد و مجله تایمز در ۲۰۰۷ آن را جزو(۱۰۰ شو برتر تمام دوران) برگزید؛ و در imdb نیز بیشترین امتیاز کاربران را در بین سریال‌های کمدی به خود اختصاص داده‌است و در کل در رتبه ۳ قرار دارد.
پخش این سریال به علت عدم استقبال تماشاگران بعد از سه فصل متوقف شد اما در سال 2013 نتفلیکس ساخت فصل چهارم این سریال را آغاز کرد.

## طرح داستان
داستان در مورد خانواده‌ای به نام بلوث که پیش‌تر ثروتمند بوده و اکنون تقریباً بی‌مسئولیت و ولخرج‌اند. مایکل (جیسون بیتمن) پسر خانواده که هیچ راه دیگری جز مراقبت و اداره خانواده و شرکت پدرش (که در زندان به‌سر می‌برد) ندارد. مایکل پدری تنهاست که همسرش ۲ سال قبل در اثر سرطان تخمدان درگذشته و پسرش جرج مایکل تحت تاثیر اوست.
جرج بلوث پدر مایکل سعی در کنترل خانواده دارد و مثل همسرش (جسیکا والتر) لوسی، مادی‌گرا و بی‌مسئولیت است. برادر بزرگتر مایکل جوب (George Oscar Bluth II) تردستی همیشه شکست‌خورده است که میانه‌اش با برادرش از طریق پدرشان شکرآب است، به طوری که در نوجوانی پدرشان فیلم‌های دعوای آنها را به منظور سودآوری می‌فروخت. خواهر مایکل لیندزی دختری بی‌مسئولیت، خودخواه و معترض است که با شوهر و دخترش اختلاف دارد. باستر، برادر دیگر مایکل، دست و پا چلفتی است و دائماً دچار حمله عصبی می‌شود.